# Temple de Posidó d'Ístmia
El Temple de Posidó d'Ístmia és un antic temple grec situat a l'istme de Corint, dedicat a Posidó i construït en el període arcaic. Es troba a uns 16 quilòmetres a l'est de l'antiga Corint, a l'emplaçament de l'antiga Ístmia. Sembla que s'alçà en el segle VII abans de la nostra era. Fou destruït en el 470 ae i reconstruït com a Temple de Posidó l'any 440 ae, durant el període clàssic.

## Història
Entre els segles VIII i VII ae, s'observa l'aparició d'un nou període en la història arquitectònica i artística grega, en què Corint se'n situa al centre, amb la creació de nous dissenys de ceràmica, planificació d'assentaments, organització militar i, cosa més important, el possible naixement d'edificis monumentals i d'un nou estil arquitectònic conegut com a ordre dòric.  La data de construcció del temple arcaic és important, perquè marca l'inici de l'arquitectura monumental i la transició de l'arquitectura de l'edat del ferro a la dòrica. Aquest fou també el moment en què el temple grec en conjunt esdevingué una forma definida.
L'emplaçament del Temple de Posidó d'Ístmia tingué una gran activitat fins al segle III. Era un santuari panhel·lènic i el darrer emplaçament d'un dels quatre Jocs Panhel·lènics del segle vi ae (cap al 581 ae) que es va trobar; tenia molts edificis construïts als voltants: unes termes romanes, un teatre i, sobretot, dos temples. El temple arcaic fou el primer que es va erigir i fou destruït per un incendi l'any 470 ae; l'emplaçament del temple es va reconstruir llavors, i donà lloc a un temple més gran d'ordre dòric, amb 13 columnes als costats majors i 6 columnes en els menors, que es va construir directament damunt del temple l'arcaic cap al 460 ae; també va ser destruït per un incendi, aquesta vegada l'any 390 ae, durant la Guerra de Corint.
Els Jocs Ístmics que se celebraven a prop del temple d'Ístmia en honor a Posidó eren un dels quatre grans festivals atlètics de l'antiga Grècia, juntament amb els de Zeus a Olímpia i Nèmea, i els d'Apol·lo a Delfos.
Els jocs foren esmentats per Calímac de Cirene en el segle iii ae.Pausànias descrigué el santuari en el segle ii:
| «                                                             | Al temple, que no és pas massa alt, hi ha tritons de bronze. En el pronaos hi ha dues imatges de Posidó, una tercera d'Amfitrite i una Talassa, també de bronze. Les ofrenes que hi ha, les va dedicar en la nostra època Herodes Àtic: quatre cavalls daurats, tret dels cascos; els cascos són de vori. Amb els cavalls hi ha dos tritons d'or; també aquests de vori de cintura cap avall; sobre el carro hi ha Amfitrite i Posidó, i un xiquet, Palemó, és dempeus damunt del dofí. Són també de vori i or. Enmig de la bassa en què és el carro hi ha en relleu Talassa sostenint Afrodita de xiqueta, i a tots dos costats hi ha les anomenades Nereides... A la bassa de Posidó hi ha esculpits també els fills de Tíndar, perquè ells precisament són també salvadors de naus i marins. D'altra banda, hi ha en ofrena una imatge de Galene i Talassa, un cavall semblant a una balena des del pit cap avall, Inos, Bel·lerofont i el cavall Pegàs. Dins del recinte, a l'esquerra hi ha un temple de Palemó, amb imatges de Posidó, Leucòtea i de Palemó. Hi ha un altre edifici anomenat Adyton, i una baixada subterrània, on diuen que s'amaga Palemó. Qui, corinti o estranger, jure en fals, no té cap mitjà d'escapar del jurament. Hi ha també un santuari antic anomenat altar dels Ciclops, i s'hi fan sacrificis. Les tombes de Sísif i Neleu —perquè diuen que Neleu arribà a Corint, va morir de malaltia i l'enterraren a l'Istme— no sé si algú les podria cercar després de llegir a Eumel | » |
| — Pausànias, Descripció de Grècia, II, 1, 7-9; II, 2, 2, 1-2. | |   |

Si encara estava en ús en el segle iv, el temple hauria estat tancat durant la persecució dels pagans en l'Imperi romà tardà. Segurament fou saquejat i destruït en la invasió del Peloponnés pels visigots l'any 396.

### Arqueologia
Les excavacions se'n feren tant al 1952 com al 1989. Aquestes darreres van ajudar a descobrir evidències relacionades amb totes les àrees d'Ístmia des de l'edat del bronze fins a època romana, però en particular se centraren en el temple arcaic, en part perquè aquest és el més complet dels edificis del lloc malgrat ser un dels més antics.
El descobriment del santuari de l'Istme, el feren uns arqueòlegs de Chicago dirigits per Oscar Broneer. Del 1952 al 1960 excavaren les restes del Temple de Posidó Istmi, el proper Palemonion, el teatre; es van individualitzar l'estadi clàssic i el més tardà i es feren altres recerques. Els resultats se'n publicaren en una sèrie de tres volums a partir del 1971, i en articles de la revista Hesperia. Des del 1967 els treballs foren represos per la Universitat de Los Angeles, d'acord amb l'Escola Americana d'Estudis Clàssics d'Atenes, amb direcció de Paul A. Clement. El primer informe dels resultats del 1989 es publicà en Hesperia el 1992.

## Datació

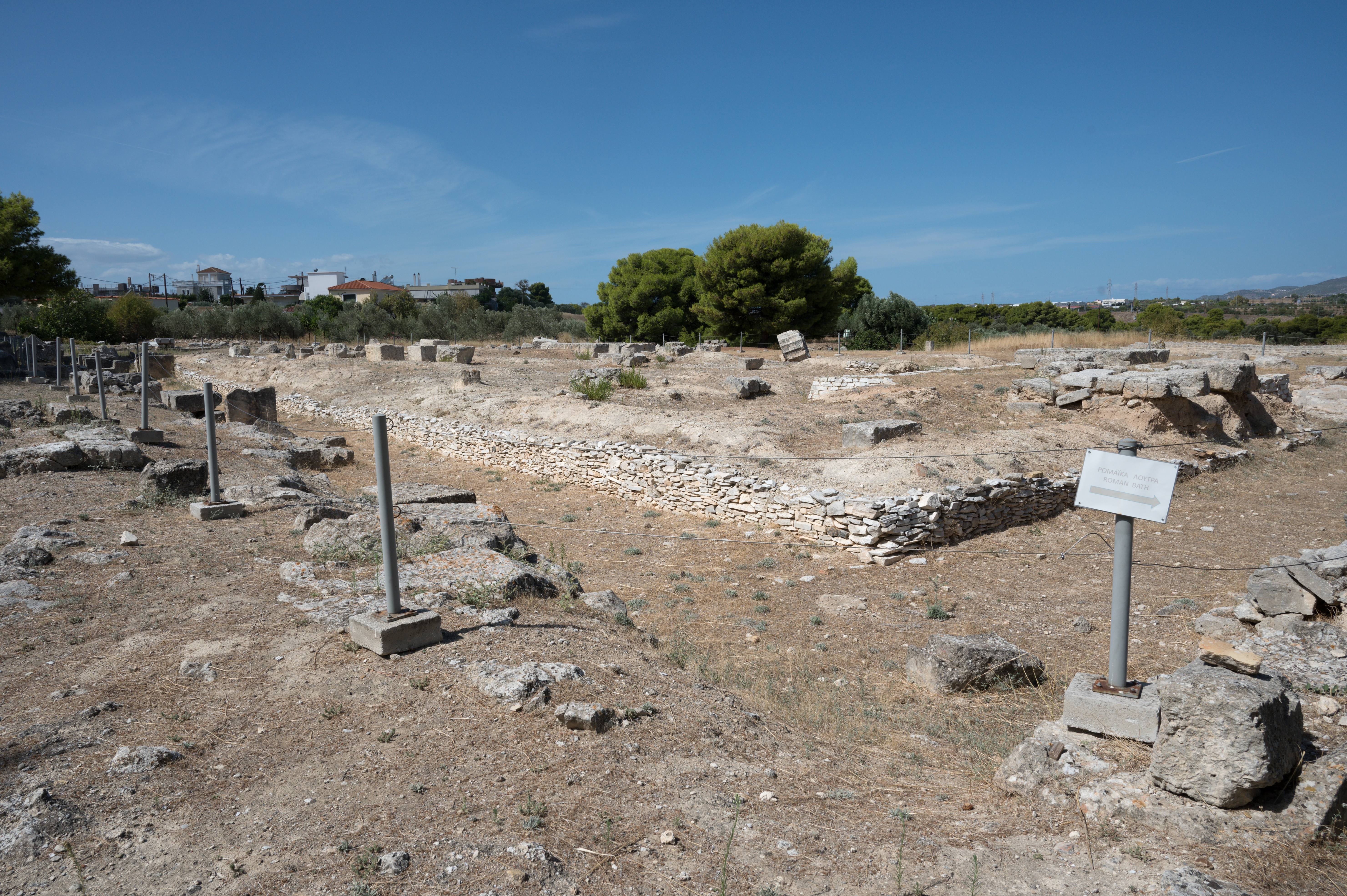
Temple de Posidó d'Ístmia, del 690 ae al segle II

Els debats que es van produir després de la primera publicació dels resultats de Broneer se centraren en la inclusió d'un peristil de fusta d'ordre dòric, i en una data de construcció de cap al 700 ae. Alguns historiadors com ara J. B. Salmons, en el seu Wealthy Corinth (1984), afirmaren que el temple es va construir en el regnat de Cípsel; açò contradiu a Broneer, ja que Cípsel de Corint no arribà al poder fins al 657 ae, per la qual cosa retardaria la creació del temple uns 50 anys.
Les excavacions del 1989 en tragueren importants descobriments que ajudaren a establir que el temple s'havia construït realment més tard del que Broneer havia previst, i se situa en una data que oscil·la entre el 690 i el 650 ae. Aquesta data significaria que podria haver estat construït durant el regnat de Cípsel, a més d'indicar una data posterior per als edificis monumentals. Abans de les excavacions es feren recerques topogràfiques i estratigràfiques dels edificis coneguts sota la superfície. En començar les excavacions es van fer rases, en la majoria extensions de les rases originàries de Broneer. La terra recollida es tamisà en sec i en humit, i n'isqueren nombroses troballes. S'hi trobaren dipòsits que contenien grans quantitats de ceràmica, cendres i fonaments de pedra, la qual cosa ajudà a determinar les respostes a moltes preguntes plantejades. La ceràmica recuperada ajudà a determinar-ne una data més precisa, gràcies a les d'estil aribaloide, que constitueix un mitjà eficaç de datació per la seua introducció a començament del segle vii ae. A més, s'ha pogut cartografiar amb precisió la planta i els elements circumdants del lloc. En els informes s'esmenta com la troballa més important del 1989 el fet que la planta del temple pogués reconstruir-se amb precisió. La planta mostrava un temple de proporcions inigualables per a la seua època i d'una disposició quasi totalment nova. Per tant, això demostrà els orígens dels edificis monumentals a la Grècia continental i en proporcionà una data aproximada. A més, es comprovà que no hi havia proves de l'ús de l'estil dòric, com suggeria Broneer. Tot i que Broneer afirmava que la seua reconstrucció era especulativa, i no semblava tenir proves que en recolzassen l'existència, això no significa que el temple no fos un dels edificis pioners de l'arquitectura dòrica. Això es deu al fet que tot el que es coneix del temple és el que s'ha trobat en els dipòsits de ceràmica i els fonaments de pedra, ja que fou totalment destruït l'any 470 ae (també se sap per la ceràmica descoberta durant les excavacions, en particular la ceràmica cremada). No en resta massa més que la planta, o si més no el que s'ha trobat fins ara, per la qual cosa és difícil arribar a una conclusió ferma sobre l'estil real. Tanmateix, les excavacions n'han palesat la disposició de les columnes i les dimensions, i açò ens indica que es tractava d'un temple de proporcions èpiques per a la seua època.
En última instància, la importància del jaciment istmi es deu al fet que quasi tot el coneixement del temple arcaic procedeix de l'arqueologia. Hi ha poques referències en la literatura grega coetània, per exemple en les Històries d'Heròdot només s'esmenta de passada el regnat de Cípsel, que fou de gran prosperitat, i les batalles i l'inici dels Jocs panhel·lènics d'Ístmia. Açò significa que quan s'estudien els orígens de l'arquitectura monumental grega i l'ordre dòric i semblants, l'arqueologia continua sent l'única font d'informació. En aquest sentit, el temple d'Ístmia és clau per a estudiar aquesta primera evolució i les excavacions del 1989 van ajudar a establir-ne detalls sobre la datació, la grandària i l'estil. A partir d'ací se'n poden realitzar més estudis, com el de qui va construir el temple, ja que Cípsel n'és un candidat, però podria ser anterior a la seua època. A més, és possible que les futures excavacions permeten descobrir més proves sobre la relació dels temples amb l'arquitectura dòrica i, en general, oferir una imatge més clara dels canvis que s'hi produïren quan Grècia va passar de l'edat del ferro a la període clàssic.